# Novodinia
Genre
Novodinia est un genre d'étoiles de mer complexes de la famille des Brisingidae. La plupart de ces espèces sont abyssales.

## Systématique
Le genre Novodinia est un nouveau nom pour le genre Odinia créé par Edmond Perrier en 1885 mais déjà utilisé pour classer des diptères (Odinia Robineau-Desvoidy, 1830).
Ce changement de nom a été officialisé en 1969 par Alan J. Dartnall (d), David Leo Pawson (d), Elizabeth Carrington Pope (d) et Brian John Smith (d).

## Description et caractéristiques
Ce sont de grandes étoiles de mer aux couleurs souvent fauves (généralement orange vif ou rouge), munies de nombreux bras (entre une dizaine et une vingtaine) rayonnant autour d'un disque central circulaire. Ceux-ci sont barbelés de piquants relativement longs, munis de pédicellaires puissants destinés à attraper le plancton qui dérive dans le courant. Dans ce but, ces espèces souvent abyssales se tiennent généralement à l'aplomb d'un objet (coraux, éponges, rocher…), et lèvent leurs bras au-dessus d'elles pour former un filet à plancton (à la manière de leurs cousines les crinoïdes et les ophiures gorgonocéphales). Les proies sont ensuite acheminées jusqu'à la bouche pour être digérées.

## Liste des espèces
Selon World Register of Marine Species (1 juillet 2014) :
- Novodinia americana (Verrill, 1880)
- Novodinia antillensis (A.H. Clark, 1934)
- Novodinia austini (Koehler, 1909)
- Novodinia australis (H.L. Clark, 1916)
- Novodinia clarki (Koehler, 1909)
- Novodinia homonyma Downey, 1986
- Novodinia magister (Fisher, 1917)
- Novodinia novaezelandiae (H.E.S. Clark, 1962)
- Novodinia pacifica (Fisher, 1906)
- Novodinia pandina (Sladen, 1889)
- Novodinia penichra (Fisher, 1916)
- Novodinia radiata Aziz & Jangoux, 1985
- Novodinia semicoronata (Perrier, 1885)

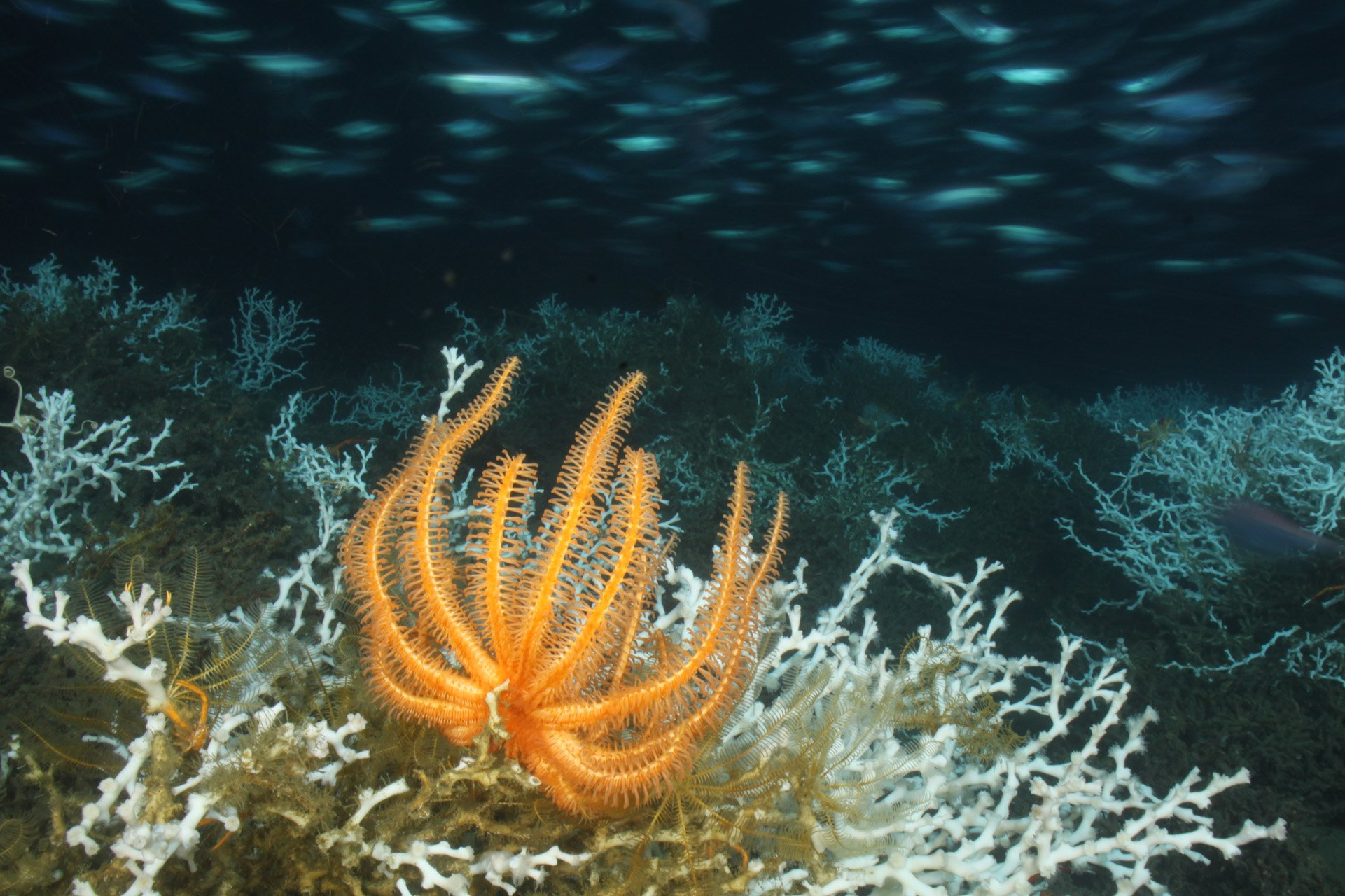
Novodinia antillensis en position de nourrissage.
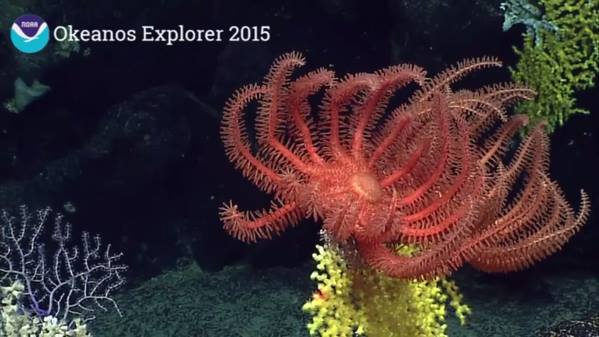
Novodinia pacifica.
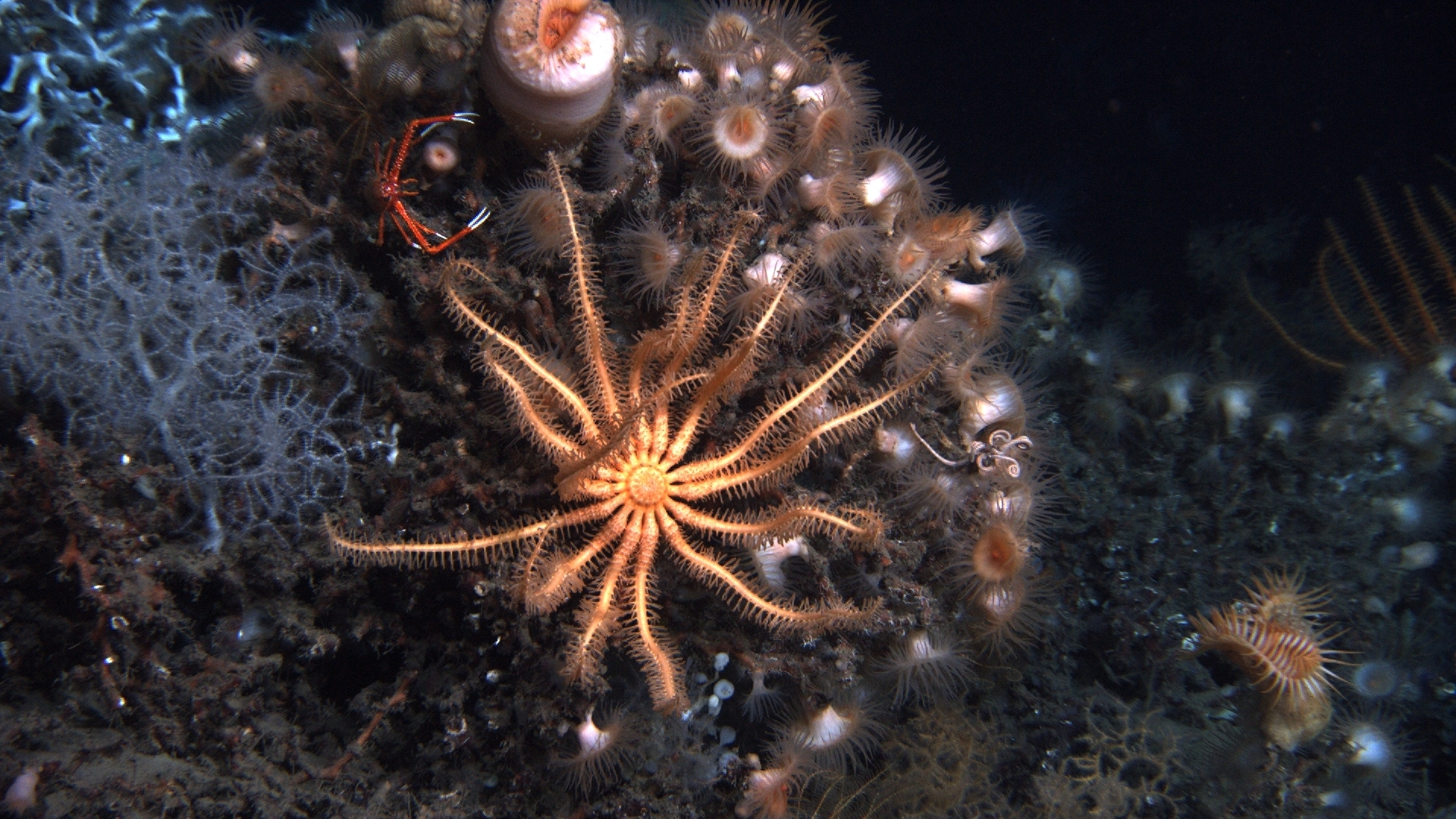
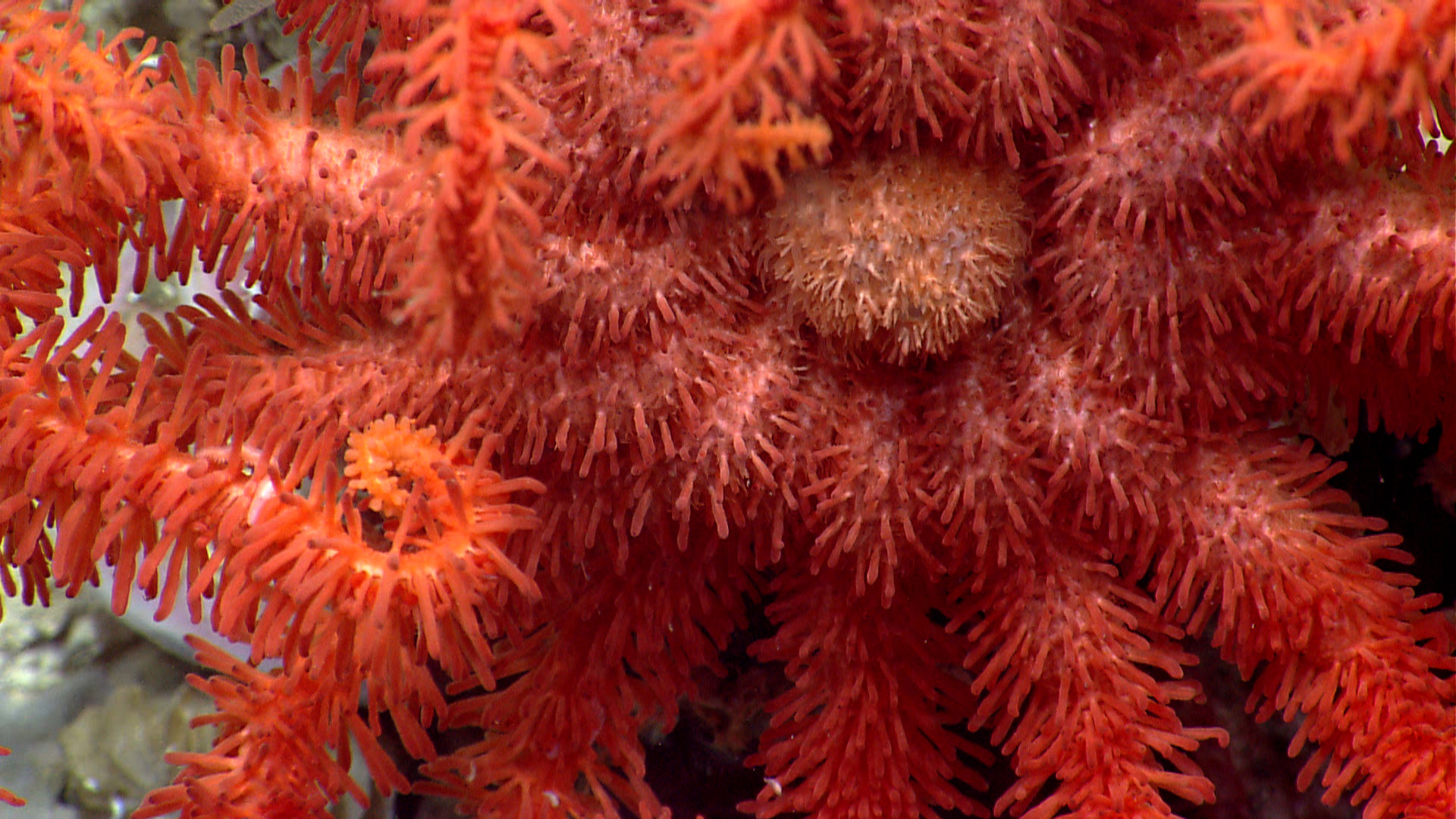
Gros plan.

## Publication originale
- (en) Alan J. Dartnall, David L. Pawson, Elizabeth C. Pope et Brian J. Smith, « Replacement name for the preoccupied genus name Odinia Perrier 1885 (Echinodermata: Asteroidea) », Proceedings of the Linnean Society of New South Wales, Sydney, Inconnu et Société linnéenne de Nouvelle-Galles du Sud, vol. 93, no 2,‎ 1969, p. 211 (ISSN 0370-047X, OCLC 1755950, lire en ligne).